# میوکی کانو
میوکی کانو (انگلیسی: Miyuki Kano؛ زادهٔ ۱۷ مهٔ ۱۹۷۷) بازیکن والیبال اهل ژاپن بود.
از باشگاه‌هایی که در آن بازی کرده‌است می‌توان به هیسامیتسو اسپرینگز اشاره کرد.